# Almhütte

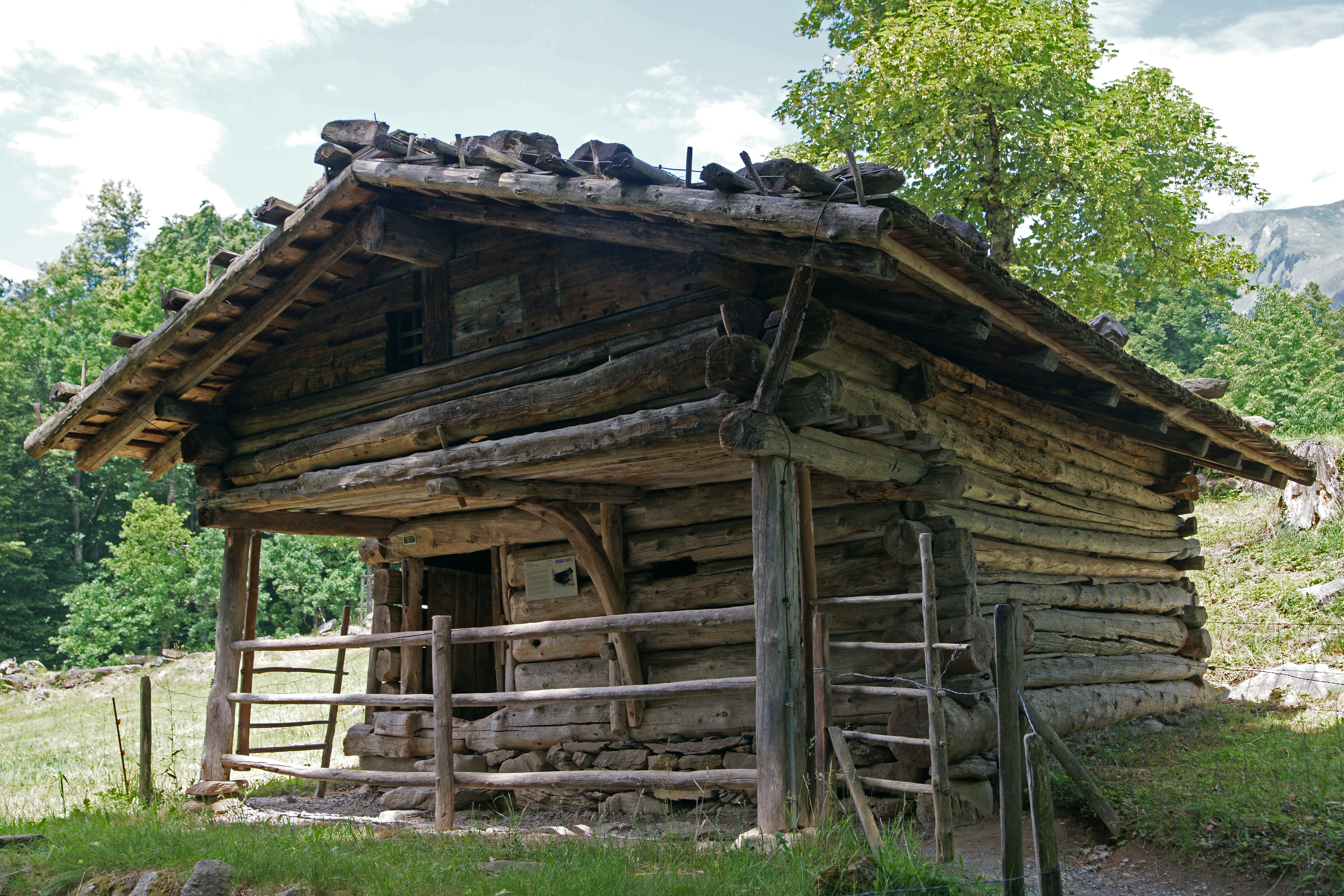
Sennhütte des Jahres 1520 von der Schweizer Axalp, nun im Freilichtmuseum Ballenberg. Das umzäunte Vordach diente als witterungssicherer Melkstand.

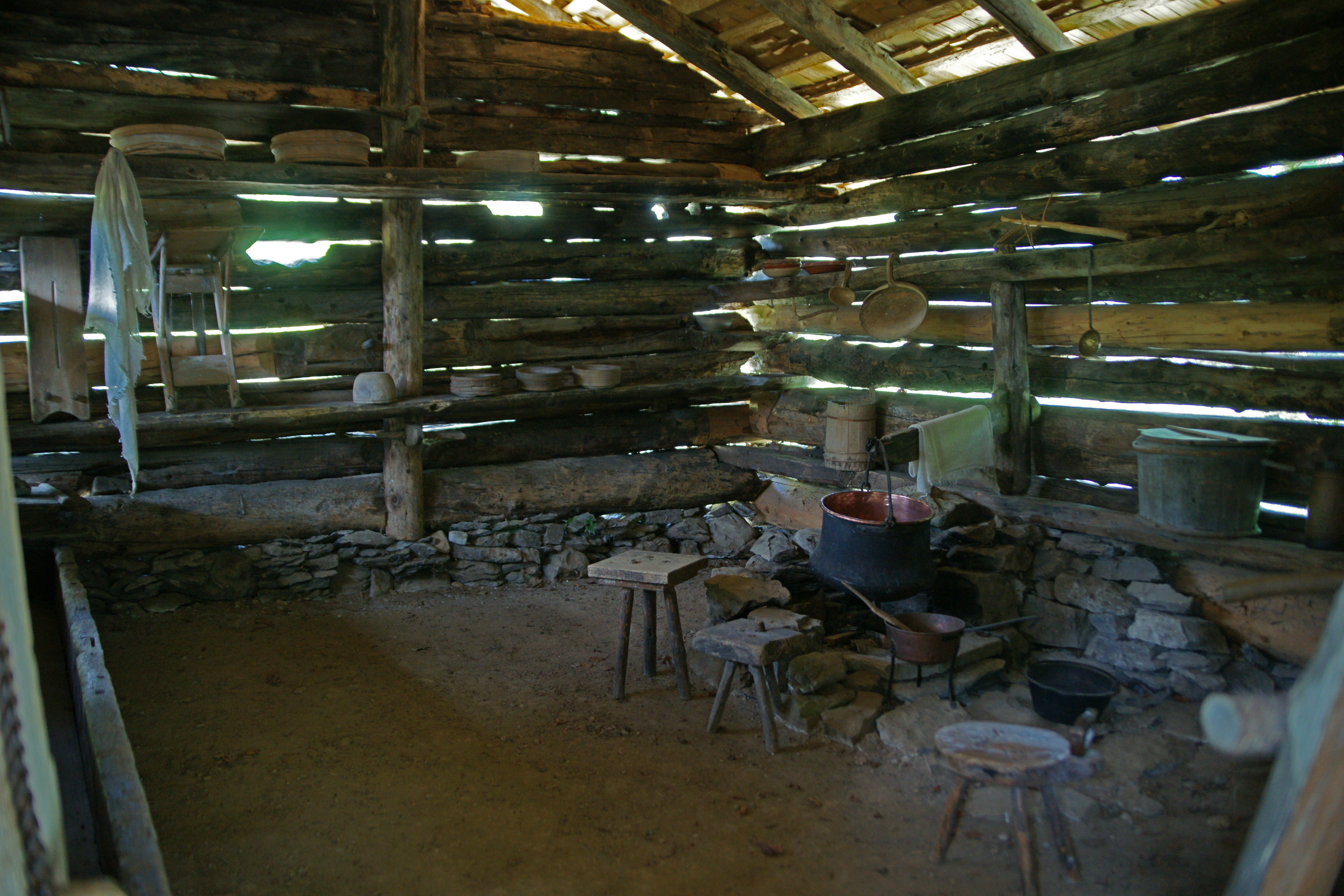
Innenraum der oben gezeigten Hütte im ursprünglichen Zustand

Almhütten (im alemannischen Sprachraum Alphütten) werden die Hütten der Almwirtschaft in den Mittel- und Hochgebirgen genannt. In Süddeutschland ist auch die Bezeichnung Kaser üblich.

## Ursprüngliche Funktion
Almhütten sind die Wohn- und Stallungsgebäude, in denen die Viehhirten (Senner) den Sommer über leben, während sie das im Gebirge auf der Alm weidende Vieh betreuen. Je nach Region finden sich diese Hütten in Streulage, in kleinen Rotten (einem Weiler ähnlich) oder in Almdörfern. 
Soweit es sich um eine Milchwirtschaft handelt, wurde bzw. wird gelegentlich hier auch die Milch zu Käse weiterverarbeitet (Kasalm). Wo dies nicht der Fall ist, wird die Milch über Seilbahnen oder sogar per Pipeline ins Tal zur Weiterverarbeitung transportiert. 
Durch den Dung des Viehs und damit den höheren Stickstoffgehalt im Boden weist die unmittelbare Umgebung einer Almhütte in der Regel eine deutlich andere Flora auf als die übrige Umgebung.
Die Anzahl der Almhütten, die im klassischen Sinne bewirtschaftet werden, wird immer geringer, weil sich die Weidewirtschaft im Gebirge betriebswirtschaftlich kaum lohnt und sich für die körperlich sehr anstrengende und letztlich sehr einsame Arbeit nur schwer entsprechende Arbeitskräfte finden lassen.

## Nutzungsformen

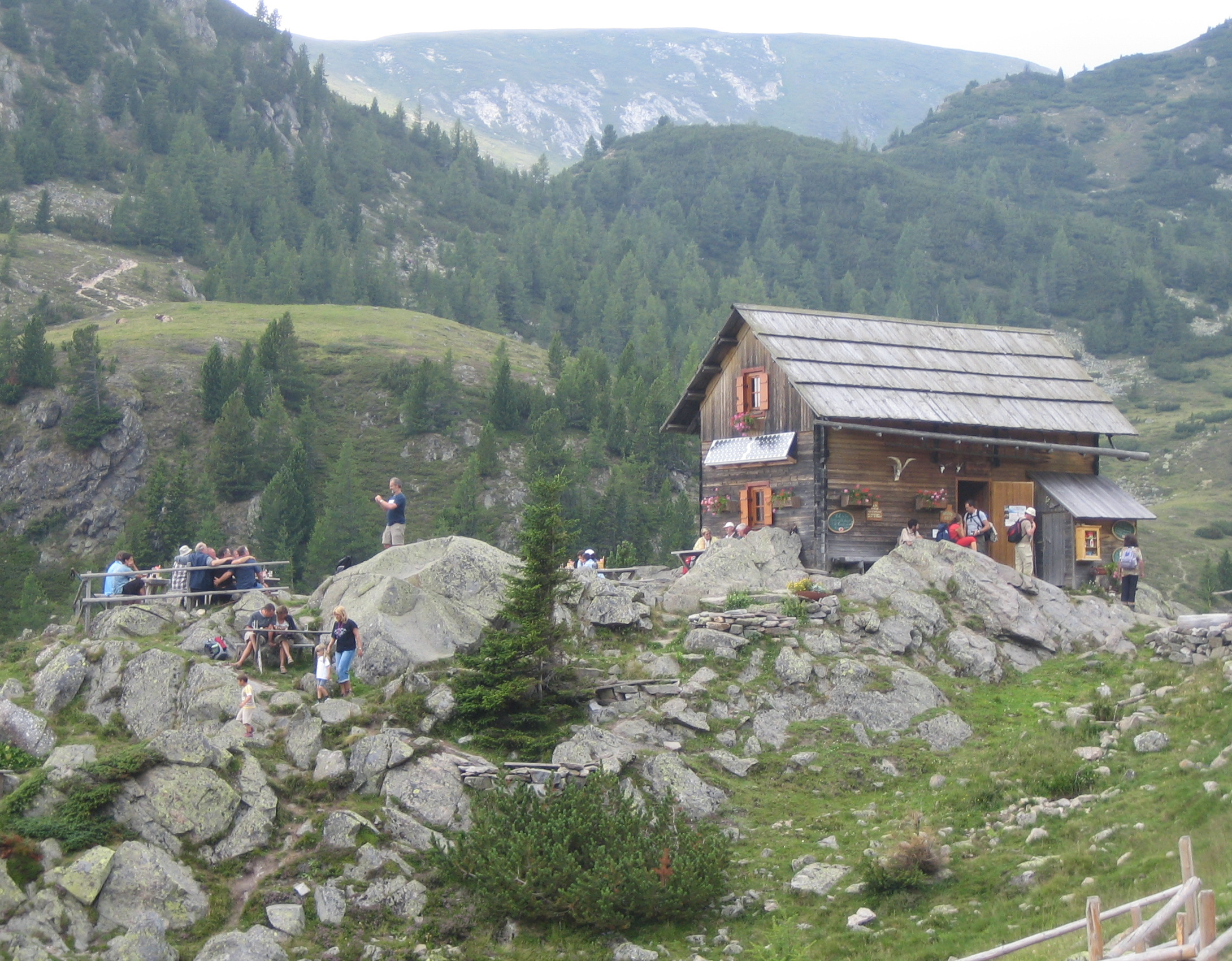
Touristisch bewirtschaftete Almhütte St. Oswalder Bockhütte in den Gurktaler Alpen

Seit der intensiven touristischen Erschließung der Gebirge in den letzten einhundert Jahren hat sich die Funktion einer Almhütte grundsätzlich gewandelt:
- Etliche Almhütten, die an Wanderstrecken liegen, wurden in Schutzhütten oder, in Wintersportgebieten, in Skihütten umgewandelt, und betreuen Wanderer, Skifahrer und Touristen
- Viele Almhütten bieten auch gastronomische Angebote. Konnte man vor 20 oder 30 Jahren selbst hergestellte Milchprodukte dort konsumieren, so wird zwar dort heute noch eine „zünftige“ Küche zelebriert, die dazu notwendigen Lebensmittel kommen jedoch oft aus dem Tal. Im Kontext des Agrotourismus und einer modernen ökologischen Landwirtschaft kann aber in Gunstlagen mit hohem Gastaufkommen auch wieder auf Inbetriebnahme der Almwirtschaft zurückgegriffen werden, die dann nicht mehr der Selbstversorgung, sondern der Produktion und dem Vertrieb von „regionalen Lebensmitteln“ dient. Dabei führen einige Almhütten die Bezeichnung Jausenalm, wenn sie als Jausenstation fungieren[3] und wo die Rast mit einer Jause als kleine Zwischenmahlzeit verbunden werden kann.
- Ein Gutteil der Almhütten hat die Funktion eines Ferienhauses der Besitzer übernommen. In vielen Gebieten besteht auch die Möglichkeit, Almhütten zu mieten. Das Angebot reicht von traditionellen Almhütten mit Plumpsklo und ohne Stromversorgung bis zu gut eingerichteten Hütten mit komfortablen Betten, Strom, fließendem Wasser und Zufahrt zum Haus.

## Rechtliches
Im Kanton St. Gallen gehören die Almhütten grundsätzlich demjenigen, dem der Boden gehört.